# Гонсалес Перейра, Гонсало
Гонсало Федерико Гонсалес Перейра (исп. Gonzalo Federico González Pereyra; родился 7 октября 1993 года, Роча) — уругвайский футболист, полузащитник клуба «Дельфин».

## Биография
Гонсалес — воспитанник клуба «Данубио». 8 декабря 2013 года в матче против «Эль Танке Сислей» он дебютировал в уругвайской Примере. В этом же сезоне Гонсало стал чемпионом Уругвая.
В 2018 году перешёл в аргентинский «Арсенал». Вторую половину года провёл в греческом «Аполлоне Смирнис». В следующем году вернулся в Уругвай, где отыграл сезон за «Хувентуд». После двух сезонов, проведённых в японской «Альбирекс Ниигате», Гонсалес в начале 2022 года подписал контракт с эквадорским «Дельфином».

## Достижения
- Чемпион Уругвая (1): 2013/14